# Scream Again (Scream Queens)
Scream Again es el estreno de la temporada y el episodio catorce de Scream Queens, que se estrenó en Fox el 20 de septiembre de 2016. Fue dirigida por Brad Falchuk y escrita por Falchuk y sus co-creadores, Ryan Murphy y Ian Brennan. El episodio fue visto por 2.17 millones de espectadores y recibió de mixtas a revisiones positivas de los críticos.

## Argumento

### 1985
El 31 de octubre de 1985, una mujer embarazada llamada Jane (Trilby Glover) llaga al hospital «Nuestra Señora del Perpetuo Sufrimiento» durante la fiesta de Halloween, diciendo que su esposo, Bill (Jeremy Batiste), tiene EPOC y necesita asistencia médica inmediatamente. La enfernera Thomas (Laura Bell Bundy) y el Dr. Mike (Jerry O'Connell) determina que la cirugía de Bill se hará en la mañana, una excusa con volver a la fiesta. Sin embargo, él accede con hacer la operación después que Jane lo chantaje con revocar su licencia médica y cerrar el hospital. Entonces, el Dr. Mike le inyecta al esposo de la mujer con un anestésico y decide arrojar su cuerpo en el pantano. La enfermera Thomas parece vacilante al respecto y le explica al Dr. Mike que ella nació en el área y oyó unos cuentos sobre un monstruo que vive en el pantano, el Monstruo Verde. El Dr. Mike le dice que el monstruo es real y luego arroja su cuerpo y su disfraz al pantano, mientras Jane esta en la sala de espera, sin saber lo que sucede.

### Principios de 2016
Cathy Munsch (Jamie Lee Curtis), ahora reconocida por su movimiento conocido como Nueva Nuevo Feminismo y como un icono mundial, explica a la audiencia que está en una nueva causa social: la reforma del sistema de salud estadounidense. Ella abrió el Instituto CURE usando su propia fortuna personal de publicación, con la intención de contratar sólo a los mejores médicos para resolver los casos médicos más incurables del mundo. Después que se reveló que Hester (Lea Michele) confesó sus crímenes, que conducen a las Chanels a ser absueltas. En la galardonada serie documental de Netflix las convirtió en obsesión nacional. Más tarde, Cathy visita a Zayday Williams (Keke Palmer) en el restaurante donde trabaja, donde Zayday dice que ella logró graduarse de la Universidad Wallace en sólo dos años y ahora está trabajando en tres trabajos para pagar la escuela de medicina. Cathy se ofrece a pagar por su estudio médico de Zayday, si ella está de acuerdo en trabajar en CURE Institute.
Aunque son inocentes, las Chanels seguían siendo culpables de ser horribles, y no sólo sus familias las rechazaron, sino toda la sociedad entera comenzaron a odiarlas. Para mejorar su imagen pública, las tres se graduaron en Comunicaciones, que más tarde se dieron cuenta de que fue inútil. Chanel # 5 (Abigail Breslin) consiguió un trabajo como recepcionista; Chanel # 3 (Billie Lourd) consiguió un trabajo limpiando pisos en un banco de esperma; y Chanel Oberlin (Emma Roberts) comenzó a trabajar como una Flebotomista. No obstante, continuaron sus vidas miserables.

## Producción
"Scream Again" fue dirigida por el cocreador de la serie Brad Falchuk y escrito por Falchuk junto también co-creadores Ryan Murphy y Ian Brennan. El 15 de enero de 2016, Fox renovó la serie para una segunda temporada, que se fijará en un hospital. En junio de 2016, John Stamos, Taylor Lautner y James Earl se unieron al elenco de la serie, que retrata a los médicos y empleados en el hospital, respectivamente. En julio, Jerry O'Connell y Laura Bell Bundy se dieron a conocer a tener papeles recurrentes como el Dr. Mike y enfermera Thomas, respectivamente. En septiembre de 2016, Kirstie Alley fue lanzado en la serie, interpretando a Ingrid Hoffel.

## Recepción

### Rating
«Scream Again» se estrenó en los EE. UU. el 20 de septiembre de 2016, en Fox, con una audiencia de 2.17 millones de espectadores y obtuvo una calificación dedemográfica de 1.0 en el 18-49, de acuerdo con Nielsen Media Research.

### Críticas
Terri Schwartz, del IGN escribió una crítica agridulce para el episodio, declarando: «Scream Queens se sale de la parte más profunda sin salvavidas a la vista para la temporada 2, perdiendo cualquier apretones tenues en la realidad en aras de convertir sus personajes centrales en caricaturas aún más grandes lo que eran en la temporada 1. Mientras que algunos de los incondicionales de trabajo - sobre todo de Curtis (Munsch) y Roberts (Chanel # 1)  - el espectáculo todavía tiene un camino por recorrer antes de que encuentre plenamente su voz». En TVFanatic la escritora Caralynn Lippo afirmó «[el episodio] era una diversión inicia la nueva temporada. Se logró reintroducir con éxito todos nuestros personajes favoritos después de un tiempo de salto dos años y al mismo tiempo sentar las bases de lo que parece ser una diversión de nuevo ajuste y el misterio del asesino».